# Chanu
Chanu é uma comuna francesa na região administrativa da Normandia, no departamento Orne. Estende-se por uma área de 15,64 km². Em 2010 a comuna tinha 1 278 habitantes (densidade: 81,7 hab./km²).